# Jean Gaté
 (mars 2025).
Pour les articles homonymes, voir Gaté.
Jean Gaté, (né « Jean-Joseph Gaté ») le 8 décembre 1885 à Lyon (Rhône), mort le 25 juin 1972 à Lyon, est un dermatologue français. C'est le premier provincial à devenir président (1951-1953) de la société française de dermatologie fondée en 1889.

## Biographie
Né en 1885, interne des hôpitaux de Lyon en 1909, il est médecin aide-major puis médecin chef de service des contagieux et du laboratoire militaire régional de bactériologie durant la guerre de 1914-1918.
Le 5 mars 1918 il se marie à Lyon avec Marie Antoinette Rosalie Mathieu. Il est médecin des hôpitaux de Lyon en 1925, agrégé de médecine en 1928.
Durant la guerre de 1939-1940, Jean Gaté est nommé spécialiste principal de dermato-vénéréologie de la 14e région militaire. En 1941, il est professeur d’hydrologie thérapeutique et de climatologie avant de prendre, en 1943, la chaire de clinique dermatologique et syphiligraphique de la Faculté de Lyon qu’il occupera jusqu’en 1956, ayant en plus la charge d’assesseur du doyen de 1944 à 1956.
Élève d’Arloing, des Courmont, de Nicolas, son activité s’exerce dans de multiples domaines : il a été préparateur de médecine expérimentale et comparée, médecin des dispensaires antivénériens, dermatologiques et antituberculeux, chef du service des diagnostics et du laboratoire régional de sérologie à l’Institut bactériologique de Lyon.
Membre correspondant de la Société médicale des hôpitaux de Paris, correspondant national de l’Académie de médecine, membre de nombreuses Sociétés scientifiques lyonnaises, nationales ou internationales, il est le premier provincial à devenir Président de la Société Française de Dermatologie de 1951 à 1953, avant d'être nommé président d'honneur.
Élu le 10 juin 1952 à l'Académie des sciences, belles-lettres et arts de Lyon, il est également président de l’Association des Dermatologistes et Syphiligraphes de langue française et membre du Comité de rédaction des Annales de dermatologie et de syphiligraphie (devenue Annales de Dermatologie et de Vénéréologie).
Officier de la Légion d’Honneur, Commandeur de l’ordre de la Santé publique, il voit ses mérites également récompensés par diverses autres distinctions françaises et étrangères. Camarade d’agrégation d'Albert Sézary, il est très lié avec Henri Gougerot et Albert Touraine (en), ainsi qu'avec de nombreux collègues étrangers, notamment italiens, belges, anglais, suisses, espagnols. Il forme de nombreux élèves, solide armature de l'école lyonnaise qu’il légue à son successeur, le professeur Henri Thiers, parmi lesquels Jacques Charpy et Jean Racouchot.

## Travaux
Ses principales publications concernent la dermatologie et la vénéréologie, depuis sa thèse inaugurale en 1913 sur « la lymphogranulomatose inguinale subaiguë » d’origine génitale probable, peut-être vénérienne, hommage à ses maîtres et prédécesseurs, Joseph Nicolas et Maurice Favre. On peut notamment citer, ses travaux sur l’érythème polymorphe, les vascularites nécrosantes, l’eczéma, la maladie de Besnier-Boeck-Schaumann, les épithéliomas, les affections du cuir chevelu, la thérapeutique tissulaire, le traitement des mycoses, sans oublier l’étude sur la dermatologie française à travers l’histoire.
Il est surtout connu pour avoir décrit une dermatose professionnelle : l'intoxication chronique à l'arsenic (par arséniate de plomb) des vignerons du Beaujolais.
Il s'intéresse plus particulièrement à la sérologie des maladies vénériennes, et à leur traitement dont l’efficacité du bismuth dans la syphilis.
Sa formation de bactériologiste l’a naturellement amené à s’intéresser aux maladies tropicales, et notamment à la lèpre. Ses recherches portent sur le bacille de Koch et les anémies tuberculeuses, les brucelloses, la grippe, les infections à pneumoccoques, les spirochétoses, les accidents de la chimiothérapie, et les « associations microbiennes en thérapeutique » où le terme antibiotique est utilisé pour la première fois (en 1928).
Il publie et collabore sur d’autres branches de la médecine : traités d’hygiène, de médecine des enfants, de climatologie médicale sur les climats de Lyon et ses environs.

## Ėponymies
- Dermatome de Gaté : petit instrument réglable, munie d'une lame de rasoir de type courant, servant à prélever des greffons cutanés.
- Réaction de Gaté ou de Gaté-Papacostas : L’adjonction de quelques gouttes de formol à un sérum de syphilitique entraîne sa gélification en 24 ou 36 heures. Ce test de diagnostic, utilisé dans les années 1920-1930, est depuis obsolète et considéré comme manquant de spécificité[7].

## Publications
- Dermatologie, imprimerie orléanaise, 1926
- Contribution à l'étude des pleurésies syphilitiques secondaires, avec Philippe Barral, imprimerie marseillaise, 1928
- Les Associations microbiennes, leurs applications thérapeutiques, avec Georges Papacostas, éditions O. Doin, 1928
- Hémorragies graves novarsénobenzoliques avec syndrome homogèno-hémophilique, avec J. Rousset, éditions Masson, 1929
- Phosphorides cutanées. Dermite de cause externe nouvelle, avec J. Nicolas et J. Rousset, éditions Masson, 1929
- A propos d'un cas de poïkilodermie, évolution clinique récente vers le mycosis fongoïde, avec Paul Michel, éditions Masson, 1929
- A Propos de 12 cas de charbon humain, considérations cliniques et thérapeutiques, avec Georges Charleux et P. Gay, éditions Masson, 1930
- Ulcères de jambe et insuline, avec Philippe Barral, éditions Masson, 1931
- Bacillémie tuberculeuse et tuberculose cutanée, avec Paul Courmont et Paul-Jean Michel, éditions Masson, 1934
- Recherches sur la physico-chimie de la peau, déductions thérapeutiques (préface), éditions Janody-Bretin, 1941
- Le Problème étiologique et pathogénique des engelures, recherches sur la carence en Vitamines A, avec Robert Savattier, Pierre Cuilleret, Georges Mouriquand, Pierre-Vital Bondet, 1943
- Étude clinique et thérapeutique des maladies de la peau, avec Alexis Ceccaldi, éditions Camugli, 1945
- Médecine et problèmes humains, avec les docteurs Banssillon, Jean Barbier, André Ricard et Jules Froment, éditions P. Besacier, 1945